# Gurudwara

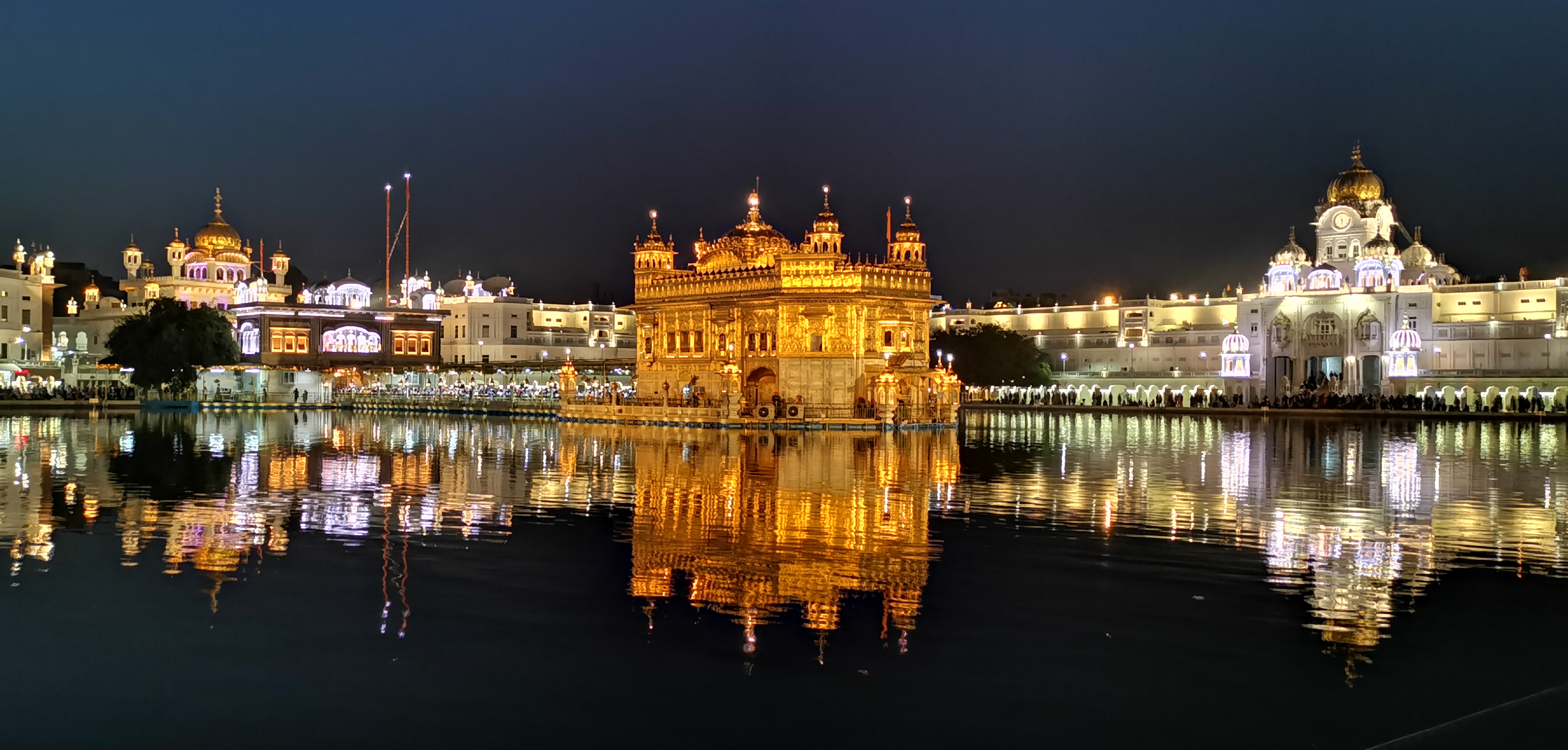
Złota Świątynia w Amritsarze

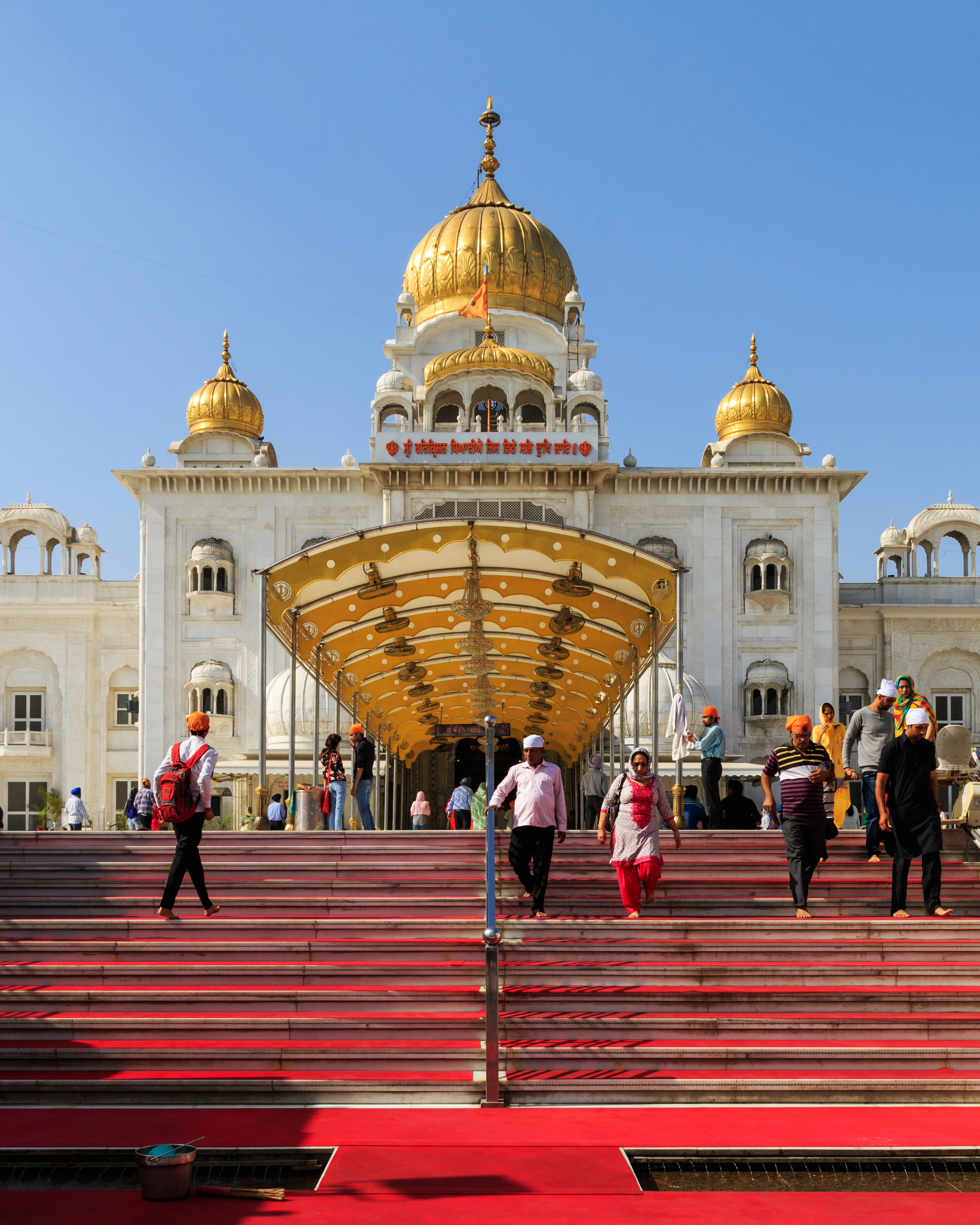
Gurdwara w Delhi

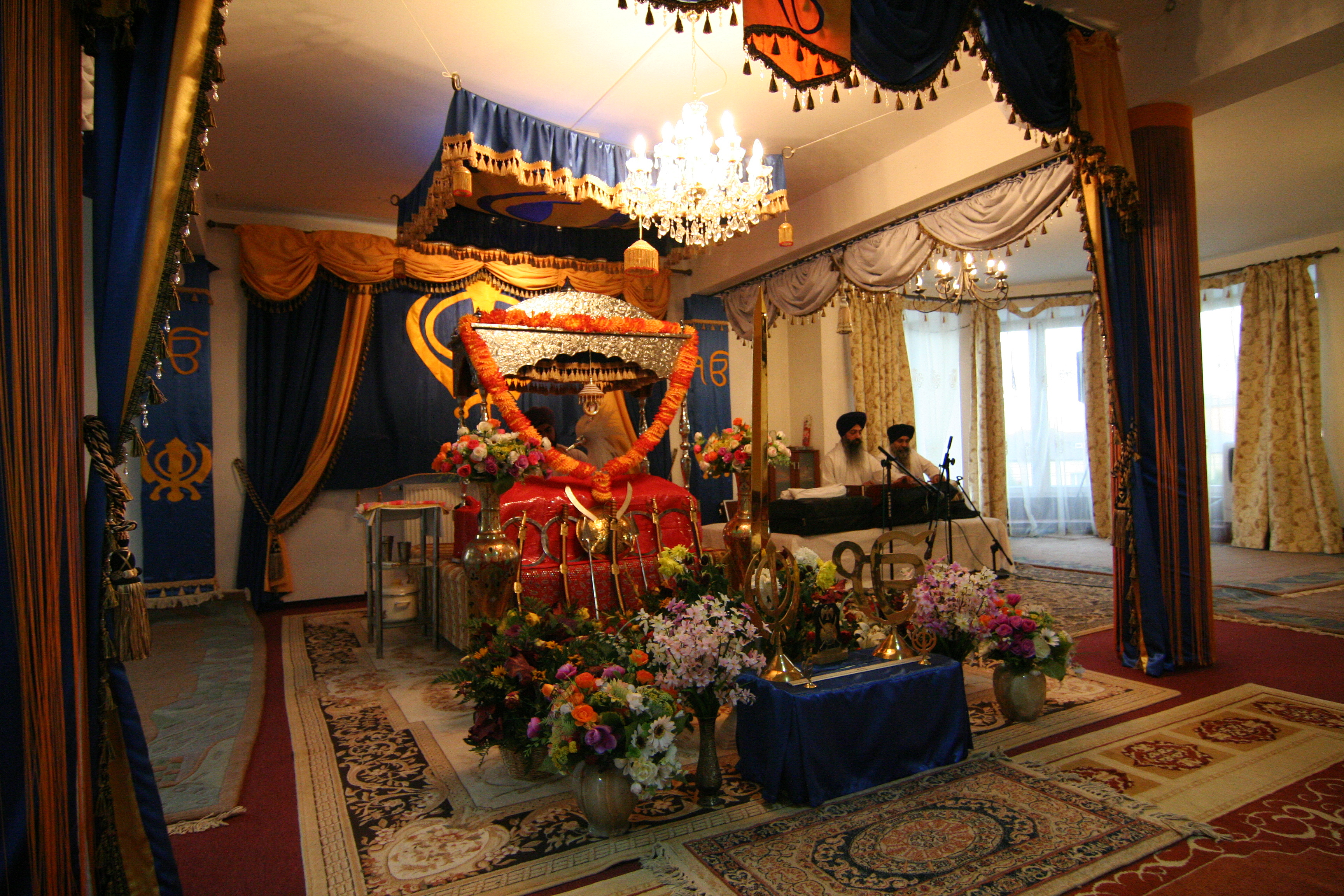
Wnętrze gurdwary w Polsce

Gurudwara (język hindi: गुरुद्वारा gurudvārā, Gurdwara, z języka pendżabskiego: ਗੁਰਦੁਆਰਾ gurduārā lub ਗੁਰਦਵਾਰਾ gurdwārā, dosłownie "brama do Guru (Boga)") – ogólne określenie na świątynię sikhijską. Ponieważ pierwsze gurdwary powstawały w warunkach silnej presji ze strony islamu, a sikhizm w założeniu miał pogodzić zwaśnionych hindusów i muzułmanów, w przeciwieństwie do typowych świątyń hinduistycznych w gurudwarze nie ma wizerunków bóstwa i świętych, natomiast na honorowym podwyższeniu, zwanym tacht (dosłownie "tron"), spoczywa Sri Guru Granth Sahib, święta księga sikhizmu.
Rytuały w gurudwarze są bardzo proste, polegają na indywidualnej modlitwie, śpiewaniu kirtanów oraz 48-godzinnej recytacji całej świętej księgi. Zwyczajowo wiernym rozdaje się tzw. parszad – poświęcony pokarm, przygotowany w przyświątynnej kuchni.
Osoby innych religii są mile widziane, lecz wszystkich obowiązuje kilka zasad: zdjęcie obuwia, nakrycie głowy, obmycie rąk i zakaz wnoszenia papierosów.
Gurudwary znajdują się również w Europie, jest także w Polsce w Raszynie pod Warszawą – nosi nazwę Gurudwara Singh Sabha.